# Мойша (Сучава)
Мойша (рум. Moișa) — село у повіті Сучава в Румунії. Входить до складу комуни Бороая.
Село розташоване на відстані 322 км на північ від Бухареста, 35 км на південь від Сучави, 100 км на захід від Ясс.

## Населення
За даними перепису населення 2002 року у селі проживали 747 осіб, усі — румуни. Усі жителі села рідною мовою назвали румунську.